# Dicliptera longifolia
Dicliptera longifolia är en akantusväxtart som först beskrevs av George King, Amp; Prain och David Prain, och fick sitt nu gällande namn av Saravanam Karthikeyan och Moorthy. Dicliptera longifolia ingår i släktet Dicliptera och familjen akantusväxter. Inga underarter finns listade i Catalogue of Life.